# Platanthera saprophytica
Platanthera saprophytica är en orkidéart som beskrevs av Johannes Jacobus Smith. Platanthera saprophytica ingår i släktet nattvioler, och familjen orkidéer. Inga underarter finns listade i Catalogue of Life.